# مکس فابیان
مکس فابیان (انگلیسی: Max Fabian؛ ‏ ۱ مهٔ ۱۸۹۱ – ۳۰ ژوئن ۱۹۶۹) فیلم‌بردار اهل ایالات متحده آمریکا بود.
از فیلم‌هایی که وی در آن‌ها نقش داشته‌است، می‌توان به ماه عسل و نمایش هالیوود ۱۹۲۹ اشاره نمود.